# Рифы Эскимосские
Ри́фы Эскимо́сские — группа из трёх рифов в архипелаге Земля Франца-Иосифа, Приморский район Архангельской области России.
Расположены в юго-восточной части архипелага в 4 км к юго-западу от острова Сальм и в 4,5 км к востоку от острова Вильчека.
Длина крупнейшего рифа составляет около 400 м, двух других — не более 100 м. Выдающихся возвышенностей нет.